# We Go MALL

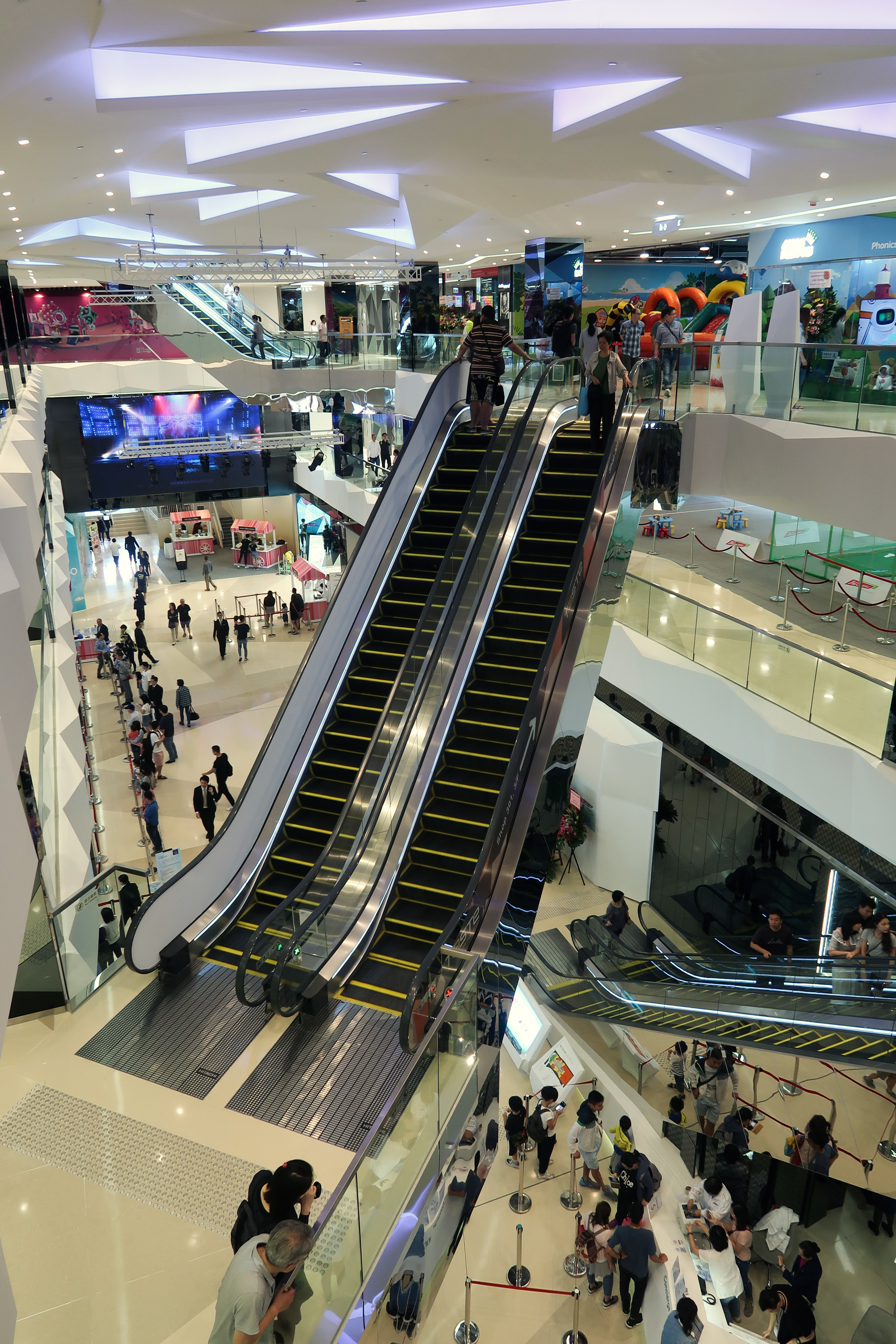
主中庭

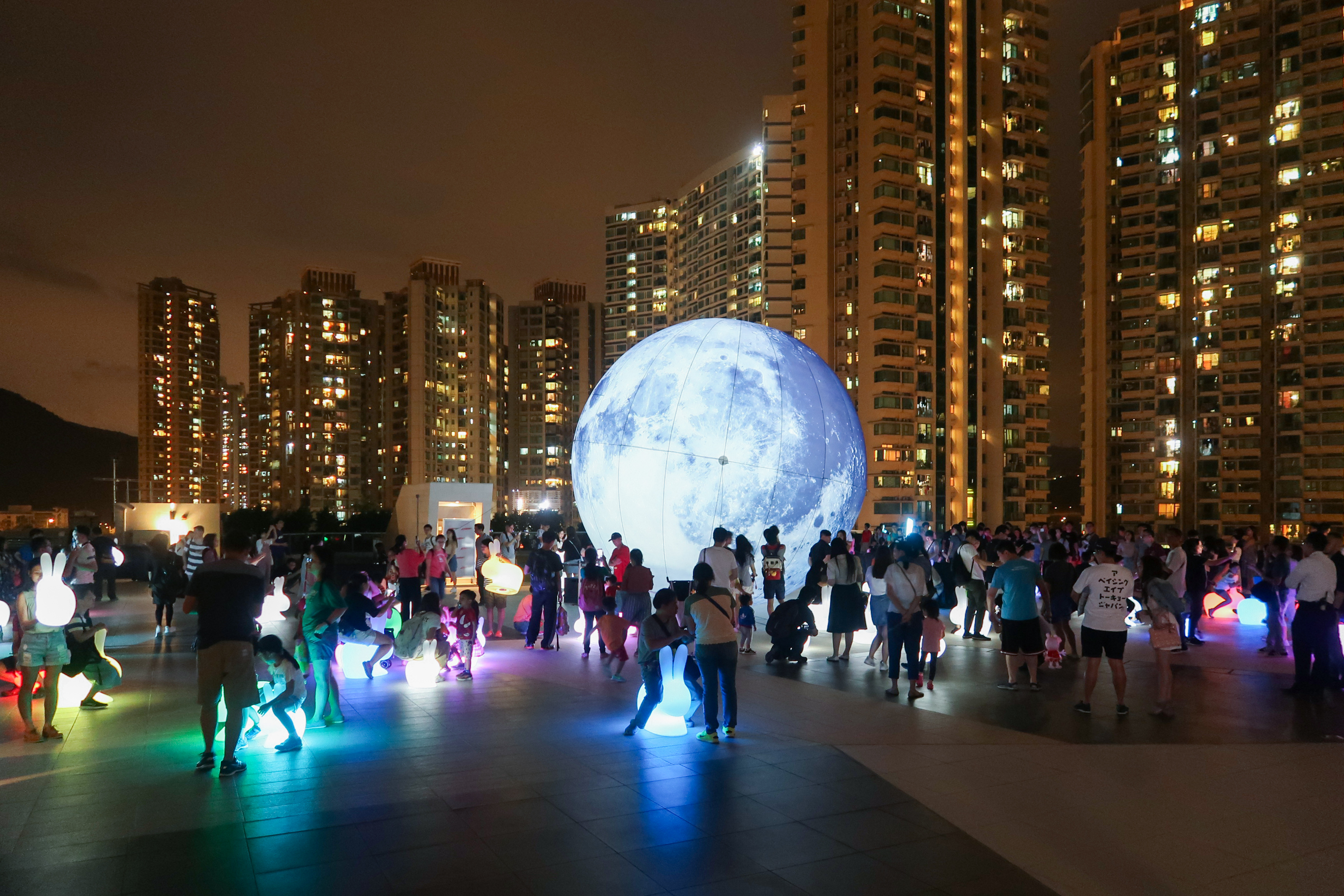
5樓天台花園（攝於2018年中秋節）

We Go MALL是香港一個商場，位於新界沙田區馬鞍山保泰街16號，由百利保控股及富豪酒店合作發展，總投資額約15億至16億元。商場樓高6層，佔地逾160,000平方呎，於2018年5月13日試業。

## 歷史
項目佔地54700多方呎，以地積比2.9倍計，可建樓面164300方呎。根據地皮條款，至少約8.6萬方呎須作商店、服務行業及食肆等用途，同時可發展酒店。2013年6月15日由百利保與富豪組成的財團，以6.62億港元投得，屬市場預期的下限價。

## 簡介
商場以民生生意為主，設約50至60個舖位，食肆佔商場一半商戶比例。現時出租率約7成，呎租介乎40元至160元。
地下設萬寧、7-Eleven、富園冰室和麵館皇。其他店舖仍空置，現設「VR及電競場」體驗館（已遷離）、特色市集及展覽的「文藝坊」和佔地1,000平方呎的全港首個「生態冰」溜冰場（已拆除），最多只容納10人。1樓設中醫診所、美容店和4間食肆。空置部分作動感地帶，引入多項運動玩意（已停止），戶外設平台花園。2樓設多間兒童教育、髮廊、診所和美容店，餐廳為養心殿台式養生火鍋；3樓設TASTE超級市場和佔地達17,000呎的文具佬生活百貨大型旗艦店（已結業），4樓為名都（中菜酒樓）、Whizbo Kids Cafe、髮廊和乾濕洗衣店。5樓為天台花園，4樓設樓梯前往，但只有特定節日才對外開放。

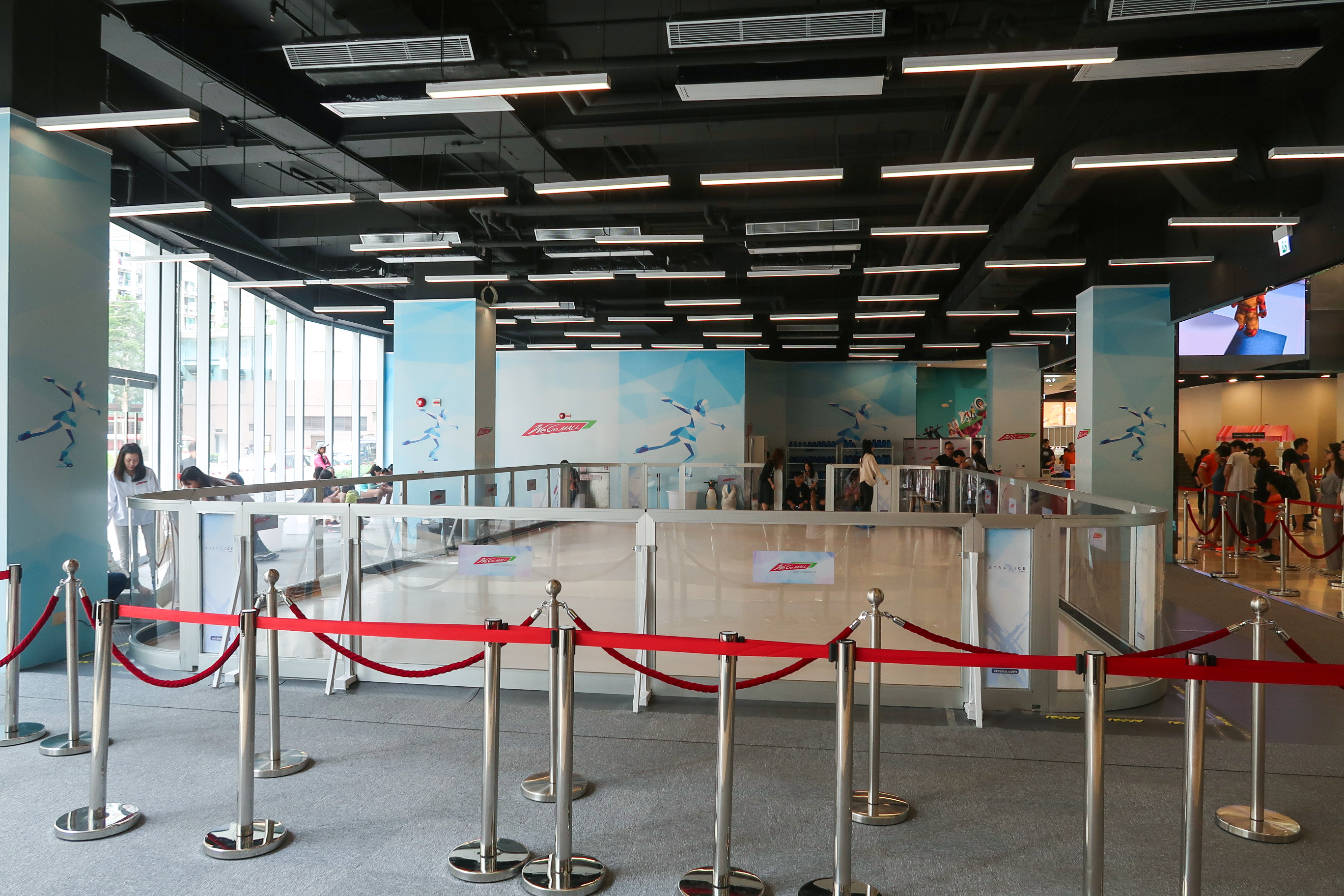
地下設最多只容納10人的溜冰場
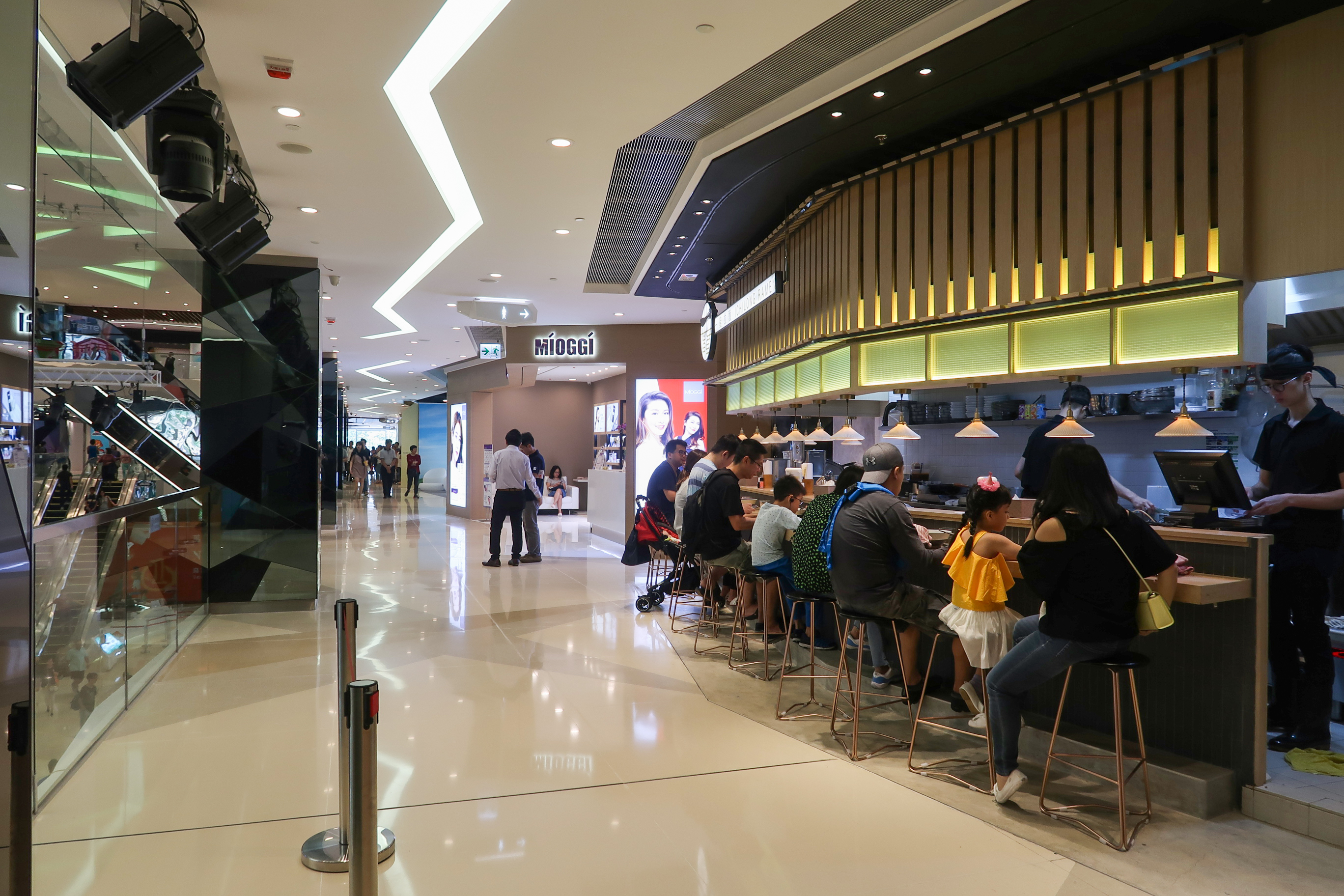
1樓商店
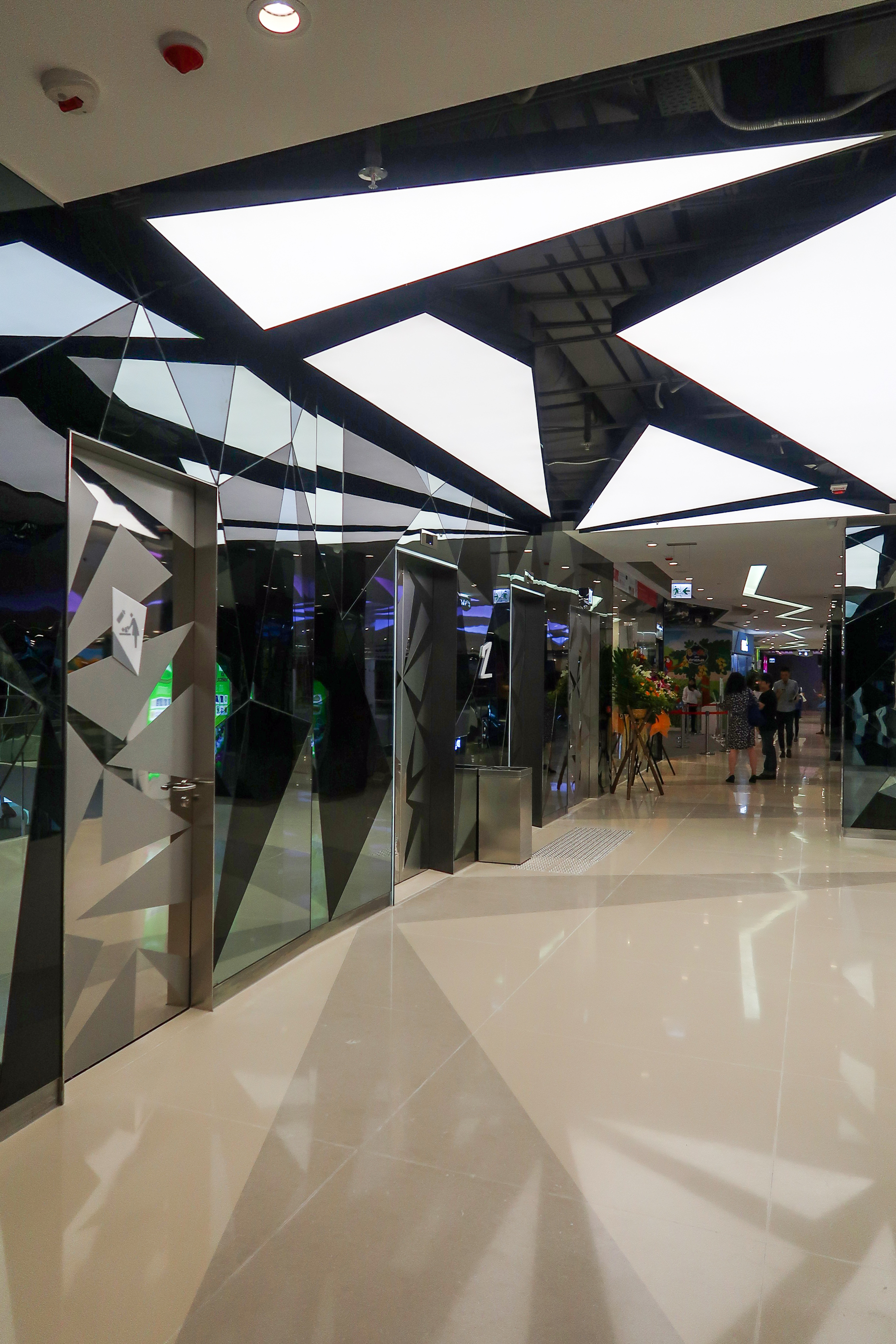
2樓升降機大堂
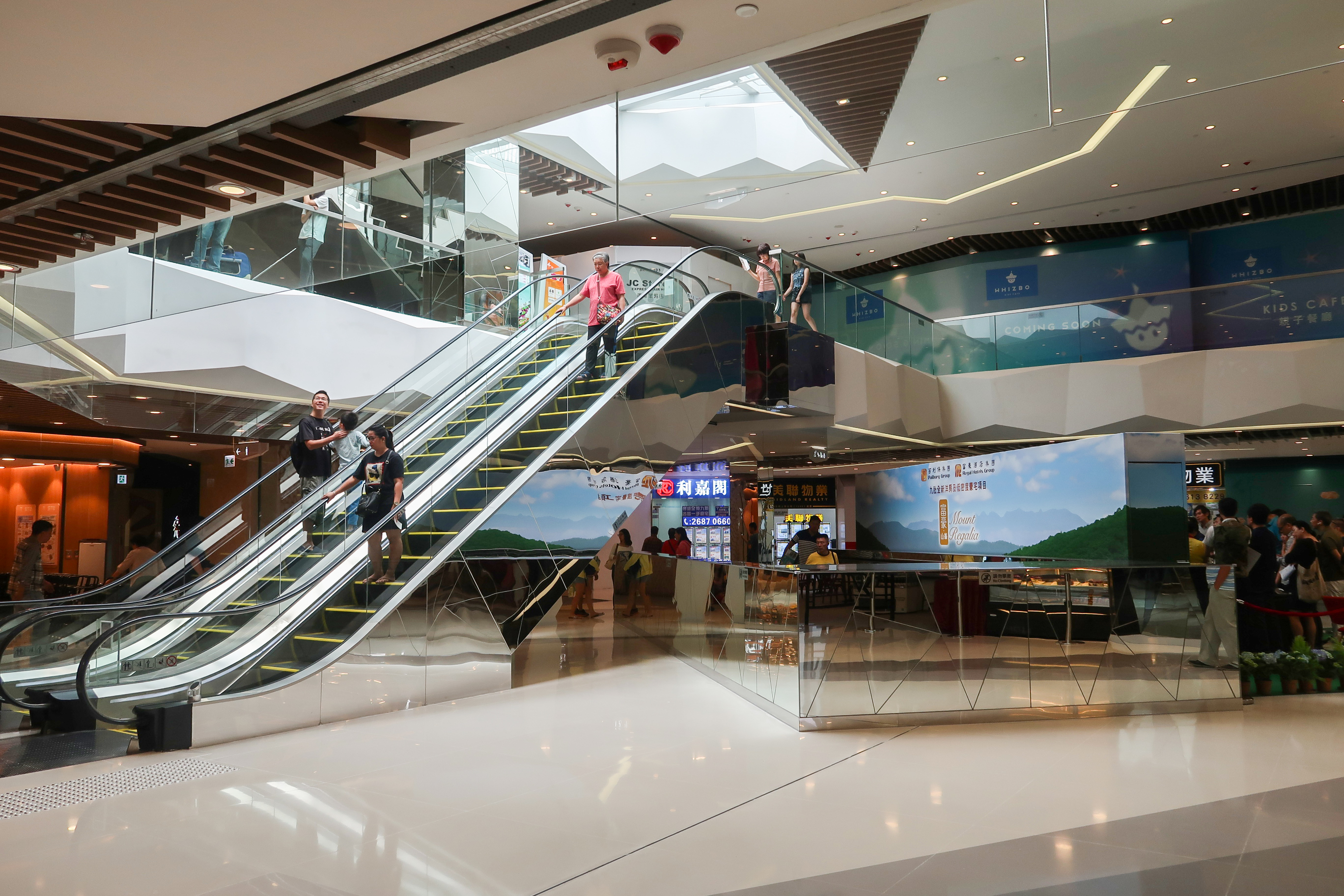
3樓中庭
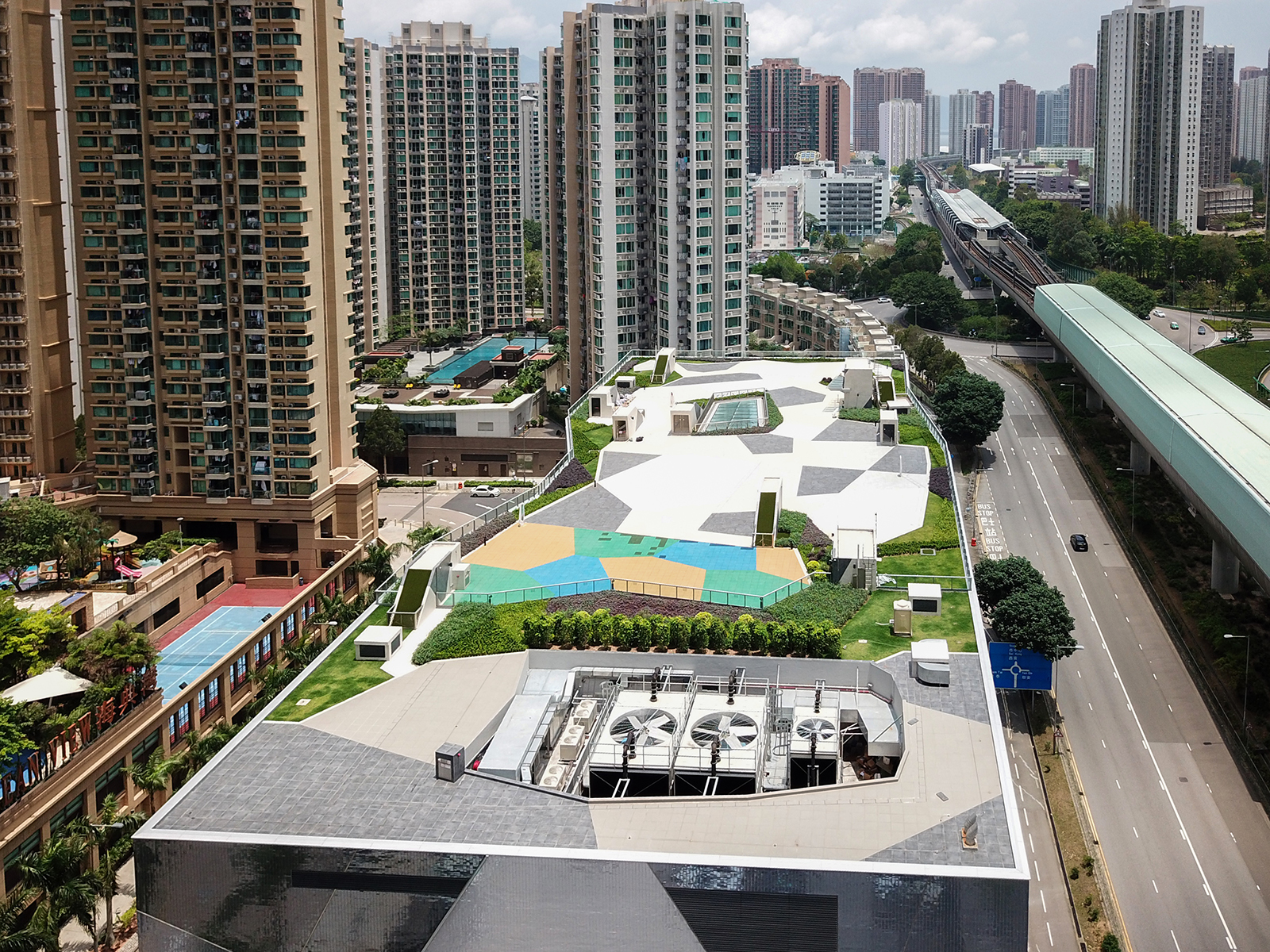
5樓天台花園

## 外部連結
- 官方网站